# Ibb & Obb
Ibb & Obb is een computerspel voor twee spelers dat ontwikkeld werd door de Nederlandse studio Sparpweed Games.
Het spel ontstond als een afstudeerproject van Richard Boeser en werd voor het eerst gepresenteerd tijdens IndieCade in 2008. Het verscheen op 6 augustus 2013 voor gebruik op PlayStation 3 en op 26 mei 2014 voor Windows.
Ibb & obb is bedoeld voor twee spelers die niet tegen elkaar spelen, maar juist zoveel mogelijk moeten samenwerken. Elk van de spelers kiest een van de beide figuren: de groene ibb of de roze/rode obb. Deze twee figuren, wier naam bewust zonder hoofdletter geschreven wordt, zijn ontleend aan het boek The Well of Lost Plots van Jasper Fforde.
In het spel bevinden ibb en obb zich in een eenvoudig fantasielandschap dat in het midden gescheiden wordt door een getrapte lijn. Het landschap is aan beide kanten van de lijn gespiegeld en onder de lijn werkt ook de zwaartekracht in omgekeerde richting.
De muziek voor dit computerspel werd geschreven door de Nederlander Kettel.